# IC 3489
IC 3489 — галактика типу Sbc (компактна витягнута спіральна галактика) у сузір'ї Діва.
Цей об'єкт міститься в оригінальній редакції індексного каталогу.